# Adinda stebbingi
Adinda stebbingi är en kräftdjursart som först beskrevs av Walter E. Collinge 1914.  Adinda stebbingi ingår i släktet Adinda och familjen Scleropactidae. Inga underarter finns listade i Catalogue of Life.